# Singleyrac
Singleyrac ist eine französische Gemeinde mit 314 Einwohnern (Stand 1. Januar 2022) im Département Dordogne in der Region Nouvelle-Aquitaine (vor 2016: Aquitanien). Sie gehört zum Arrondissement Bergerac und zum Kanton Sud-Bergeracois.
Der Name in der okzitanischen Sprache lautet Singlairac und ist auf ein Landgut zurückzuführen, das in gallorömischer Zeit einem „Singularius“ gehörte.
Die Einwohner werden Singleyracois und Singleyracoises genannt.

## Geographie
Singleyrac liegt ca. 15 km südlich von Bergerac in dessen Einzugsbereich (Aire urbaine) im Gebiet Bergeracois der historischen Provinz Périgord am südwestlichen Rand des Départements.
Umgeben wird Singleyrac von den sechs Nachbargemeinden:
| Sigoulès-et-Flaugeac           | Rouffignac-de-Sigoulès                      | Ribagnac |
|                                | Kompassrose, die auf Nachbargemeinden zeigt | Sadillac |
| Saint-Julien-Innocence-Eulalie | Razac-d’Eymet                               |          |

Singleyrac liegt in den Einzugsgebieten der Flüsse Dordogne und Garonne.
Die Gardonnette, ein Nebenfluss der Dordogne, durchquert das Gebiet der Gemeinde zusammen mit ihren Nebenflüssen, dem Grimoudou und dem Ruisseau l’Ayguessou, der in Singleyrac entspringt.
Ebenso bewässert der Ruisseau du Réveillou, ein Nebenfluss des Dropt, die Gemeinde zusammen mit seinem Nebenfluss, dem Ruisseau de Bonnefin.

## Einwohnerentwicklung
Mit dem Beginn der Aufzeichnungen stieg die Einwohnerzahl in der ersten Hälfte des 19. Jahrhunderts auf einen ersten Höchststand von rund 275. In der Folgezeit setzte eine Phase der Stagnation bis zu den 1970er Jahren ein, die die Zahl der Einwohner bei kurzen Erholungsphasen auf 115 Einwohner sinken ließ, bevor eine Phase mit teilweise kräftigem Wachstum einsetzte, die einen Höchststand von rund 315 Einwohnern in der Zählung von 2011 erbrachte. In jüngster Zeit ist jedoch wieder ein negativer Trend zu erkennen.
| Jahr      | 1962 | 1968 | 1975 | 1982 | 1990 | 1999 | 2006 | 2011 | 2022 |
| --------- | ---- | ---- | ---- | ---- | ---- | ---- | ---- | ---- | ---- |
| Einwohner | 168  | 129  | 115  | 127  | 164  | 234  | 290  | 317  | 314  |

## Sehenswürdigkeiten
- Pfarrkirche Saint-Jean-Baptiste, zu großem Teil ein Neubau aus dem 19. Jahrhundert auf Überbleibseln der ersten einfachen Kirche aus dem 12. Jahrhundert

## Wirtschaft und Infrastruktur
Die wichtigsten wirtschaftlichen Aktivitäten der Gemeinde sind Handwerk, Dienstleistungen und Hotelgewerbe.
Singleyrac liegt in den Zonen AOC des Bergerac mit den Appellationen Bergerac (blanc, rosé, rouge) und Côtes de Bergerac (blanc, rouge).

### Bildung
Die Gemeinde verfügt über eine öffentliche Vor- und Grundschule mit 41 Schülerinnen und Schülern im Schuljahr 2018/2019.

### Verkehr
Singleyrac ist erreichbar über die Routes départementales 15 und 107.